# Тимофєєв Олексій Олександрович
Олексі́й Олекса́ндрович Тимофє́єв (нар. 18 лютого 1951, Воркута) — Заслужений діяч науки і техніки України (2002), доктор медичних наук, професор, завідувач кафедрою щелепно — лицевої хірургії Національної медичної академії післядипломної освіти ім. П. Л. Шупика, завідувач кафедрою хірургічної стоматології та щелепно — лицевої хірургії Київського медичного інституту УАНМ, керівник Центру щелепно-лицевої і пластичної хірургії, Президент Української асоціації щелепно-лицевих хірургів і хірургів — стоматологів, DDG (заступник Генерального директора Міжнародного Біографічного Центру, Кембридж, Англія), DG (Американський Біографічний інститут, Північна Кароліна, США), Головний спеціаліст МОЗ України, член Європейської і Міжнародної асоціації щелепно-лицевих хірургів, почесний член рад Американського бібліографічного інституту (ABI) та Міжнародного Біографічного Центру, член («академік») ГО «УАН». Кавалер ордена «За заслуги» III ступеня.

## Життєпис
Народився у 1951 році.
У 1968 році поступив на стоматологічний факультет Київського медичного інституту ім. О. О. Богомольця, який закінчив із відзнакою у 1973 році.
З серпня 1973 року до лютого 1975 року працює лікарем — патологоанатомом Київського НДІ гематології і переливання крові. За цей період часу отримав спеціалізацію в галузі патологічної анатомії та загальної хірургії.
З лютого 1975 р. по лютий 1977 р. проходив службу в Збройних силах СРСР на Далекому Сході на будівництві Байкало-Амурської магістралі лікарем-стоматологом та начальником медичної служби. Після демобілізації з лав Радянської армії, О. О. Тимофєєв працював до травня 1979 р. лікарем стоматологом-хірургом міської стоматологічної поліклініки м. Києва.
З травня 1979 по листопад 1983 року — лікар-ординатор щелепно-лицевого відділення клінічної лікарні № 24 та № 12 м. Києва. За цей період часу О. О. Тимофєєв написав кандидатську дисертацію під керівництвом проф. Солнцева О. М. та успішно її захистив у 1982 р.
З листопада 1983 року і дотепер є співробітником кафедри щелепно-лицевої хірургії Київського інституту удосконалення лікарів МОЗ СРСР (з травня 1996 року — даний вищий навчальний заклад носить назву Київська медична академія післядипломного освіти ім. П. Л. Шупика МОЗ України, а з 2006 р. — Національна медична академія післядипломної освіти ім. П. Л. Шупика МОЗ України). В академії післядипломної освіти працював на посаді асистента, доцента, професора, а з 1990 року по теперішній час — завідувачем кафедри щелепно-лицевої хірургії КМАПО ім. П. Л. Шупика. В 1985 році на Проблемній комісії АМН СРСР (м. Москва) О. О. Тимофєєв затверджує тему докторської дисертації, а у 1988 році успішно її захистив в м. Києві. Методи лікування гострих гнійно-запальних захворювань м'яких тканин щелепно-лицевої ділянки, описані в його докторській дисертації, впроваджені у лікувальних закладах Франції, Іспанії, США. В 1988 році його, як представника Української РСР, обирають в міжнародну (інтернаціональну) асоціацію щелепно-лицевих хірургів та хірургів-стоматологів. У 1995 році за заслуги в галузі щелепно-лицевої хірургії та хірургічної стоматології професор О. О. Тимофєєв обраний член («академік») ГО «Українська академія наук» (не плутати з Національною академією наук України) та стає членом Європейської асоціації черепно-щелепно-лицевих хірургів . У 1996 році створив та був обраний Президентом Української асоціації щелепно-лицевих хірургів та хірургів-стоматологів. З 1998 року по теперішній час одночасно (за сумісництвом) очолив також і кафедру хірургічної стоматології і щелепно-лицевої хірургії Київського медичного інституту УАНМ.
Керуючи кафедрою щелепно-лицевої хірургії, професор О. О. Тимофєєв створив школу хірургів, єдину в Україні, які володіють усіма методами хірургічного лікування захворювань щелепно-лицевої ділянки та шиї (запальні захворювання та травматичні пошкодження, патологія слинних залоз, реконструктивно-відновлювальні операції, пухлини та пухлиноподібні утворення кісток обличчя та м'яких тканин, естетична хірургія, імплантологія та т.п.). З перших років роботи на кафедрі під керівництвом професора О. О. Тимофєєва були розгорнуті широкомасштабні дослідження у вивченні патогенезу, особливостей клінічного перебігу та лікування різноманітних захворювань щелепно-лицевої ділянки та шиї. Його учні — послідовники продовжують наукові розробки, розпочаті в Україні, як на її території, так і в інших країнах (Росії, Лівані, Йорданії, Сирії, Лівії, Німеччині, Єгипті, Ірані, Індії та ін.). В 1999 році професор О. О. Тимофєєв створює Республіканський Центр щелепно-лицевої і пластичної хірургії, який очолив та керує їм по теперішній час. Вперше у світі в клініці було використано стереолітографічний метод обстеження (спільно з бельгійською фірмою «Матеріалайз») в діагностиці та при лікуванні хворих з онкологічними захворюваннями кісток обличчя, пошкодженнях щелеп та при реконструктивно-відновлювальних операціях щелепно-лицевої ділянки. Значний клінічний досвід, накопичений професором О. О. Тимофєєвим за період його лікувальної діяльності, став основою для публікацій у наукових медичних виданнях як в нашій країні, так і закордоном. Ним було випущено цілий ряд підручників, які є обов'язковою навчальною літературою для студентів і лікарів як в Україні, так і в Росії та країнах СНД. Один з його підручників — «Руководство по челюстно-лицевой хирургии и хирургической стоматологии» витримав чотири видання і є найпопулярнішим навчальним посібником по стоматології у всіх країнах СНД.
За видатні досягнення в щелепно-лицевій хірургії та хірургічній стоматології професор О. О. Тимофєєв в 2002 році отримав почесне звання «Заслужений діяч науки і техніки України».
Професор О. О. Тимофєєв читає лекції та оперує не лише в клініках України, але і за її межами (Ліван, Йорданія, Німеччина та ін.). Проводить спільні наукові дослідження з іноземними клініками. Робота в клініках, участь в операціях, великий досвід практичної, наукової та педагогічної роботи сприяли формуванню О. О. Тимофєєва як хірурга, здатного приймати рішення, брати відповідальність за хворого та виконувати найскладніші оперативні втручання. На сьогодні О. О. Тимофєєв є Головним спеціалістом МОЗ України.
Під керівництвом професора О. О. Тимофєєва захистилась велика кількість докторів та кандидатів медичних наук як в нашій країні, так і за кордоном.
Тимофєєв О. О. — автор понад 450 наукових праць, 44 винаходів, 2 монографій, 4 навчальних посібників і 7 підручників. Є консультантом у лікувально-оздоровчому об'єднанні МОЗ України, МВС, в Головному та міському (Київському) бюро судово-медичної експертизи, в Центральному клінічному військовому шпиталі прикордонних військ України та інших лікувальних установах.

## Відзнаки і нагороди
Нагороджений дипломом «За досягнення у 20-му сторіччі» (Кембридж, Велика Британія) та медаллю «Свободи» (США).
Обраний почесним членом Ради Американського бібліографічного інституту (ABI) .
В Англії присвоєне звання DDG (заступник Генерального директора Міжнародного Біографічного Центру, Кембридж), в США — DG (Американський Біографічний інститут, Північна Кароліна).
Його біографія опублікована в «Міжнародному бібліографічному словнику» (28-е видання, Англія).
Полковник медичної служби запасу.
В Міжнародному Біографічному Центрі, (Кембридж, Англія) є консультантом з щелепно-лицевої хірургії.